# 파이팅 위드 마이 패밀리
《파이팅 위드 마이 패밀리》(Fighting with My Family)는 영국에서 제작된 스테판 머천트 감독의 2018년 코미디, 드라마 영화이다. 드웨인 존슨 등이 주연으로 출연하였고 케빈 미셔 등이 제작에 참여하였다.
이 영화는 2019년 1월 28일 선댄스 영화제에서 초연되었으며 2019년 2월 14일 미국에서 극장 개봉되었다.

## 출연

### 주연
- 드웨인 존슨
- 레나 헤디
- 스테판 머천트
- 닉 프로스트
- 빈스 본
- 킴 마툴라

### 조연
- 플로렌스 퓨
- 잭 로던
- 아퀼라 졸
- 한나 래
- 클로이 첸거리
- 조쉬 마이어스
- 제임스 버로우즈

## 기타
- 제작총괄: 앤디 버맨
- 제작총괄: 대니 가르시아
- 제작총괄: 히람 가르시아
- 제작총괄: 드웨인 존슨
- 제작총괄: 스테판 머천트
- 미술: 닉 팰머
- 의상: 매튜 프라이스